# パウルス・マヌティウス

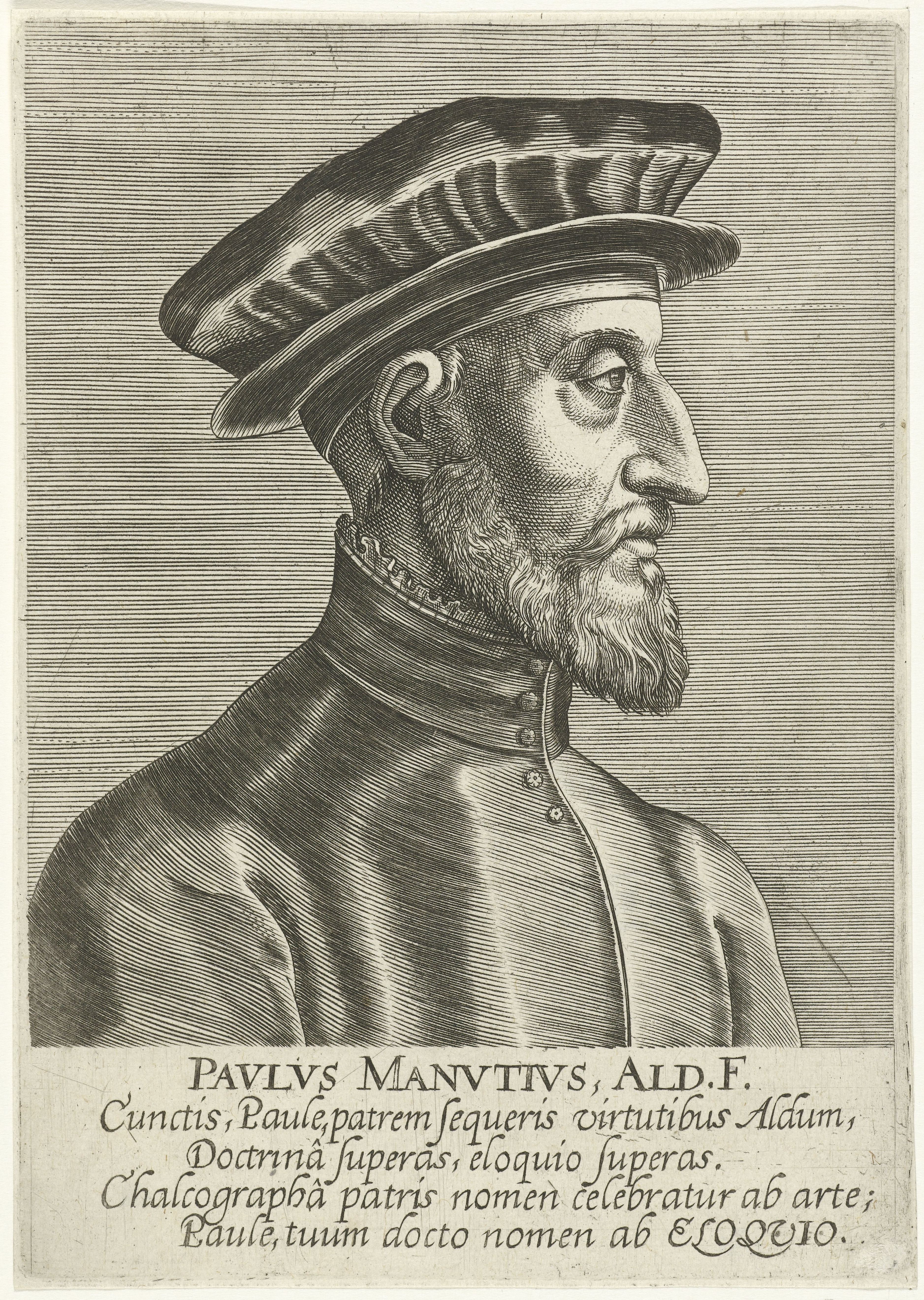
パウルス・マヌティウス

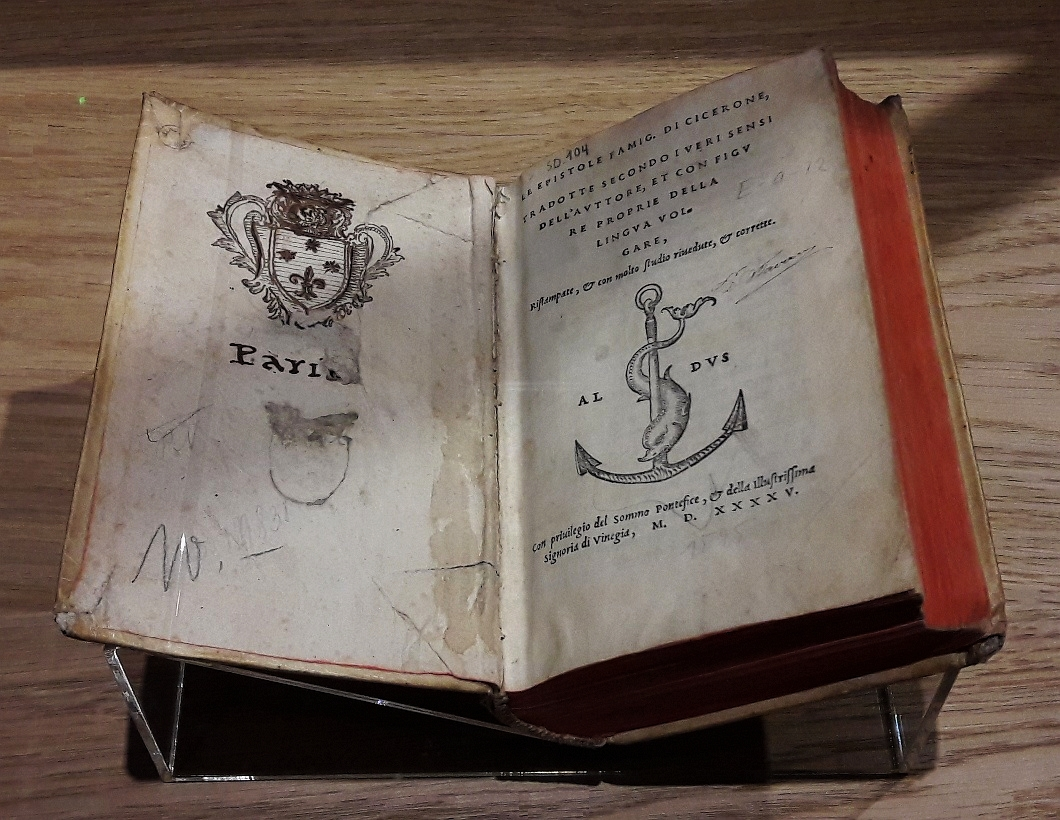
Logio Le epistolefamig（キケロ）

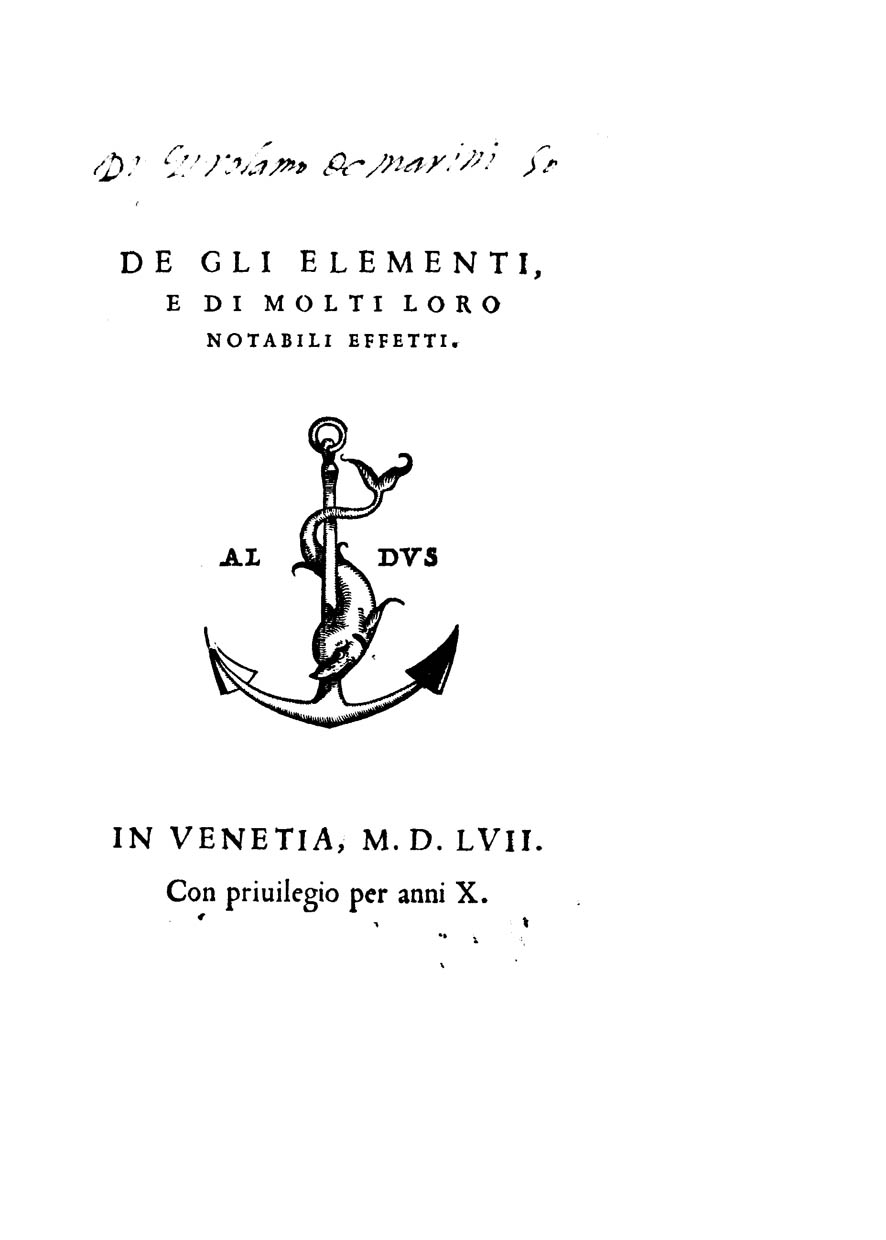
De gli elementi e di molti loro notabili effetti（1557年）

パウルス・マヌティウス（Paulus Manutius、イタリア語: Paolo Manuzio、1512年–1574年）は、ヒューマニズム教育を受けたヴェネツィアの出版人である。有名な出版人アルドゥス・マヌティウスと妻マリア・トッレザーニの三男。

## 経歴
若い頃、パウルス・マヌティウスは教育を受けるためにヴェネツィアに移り、父親の旧友であるピエトロ・ベンボ、ランベルト、エグナティオに気に入られた。パウルスが教育課程にある間、彼の祖父であるアンドレア・トッレザーニと2人の叔父、フレデリックとフランチェスコがアルド印刷所を引き継いだ。アンドレア・トッレザーニが1528年10月に没したことでパウルスと叔父の間に対立が生じ、印刷所の業務は4年間停止した。 1533年にパウルスが父親の事業を引き継ぎ、その最初の年だけで印刷所は11のタイトルを発行した。1536年から1539年にかけて叔父たちとの訴訟に巻き込まれたパウルスは父のイタリック体の返還を要求して争い、1539年に勝訴した。
パウルスは情熱的なキケロニアンで、キケロの書簡・演説の修正版（Epistolae ad familiares（1540年）、Epistolae ad Atticum（1547年）、Epistolae ad Marcum Iunium Brutum et ad Quintum Ciceronem fratrem（1547年））、キケロ風の自作書簡、デモステネス『フィリッポス』のラテン語版（Demosthenis orationes quattuor contra Philippum（1549年））などが、彼の主な学術的貢献と言える。パウルスは生涯を通じて、学者と出版人という2つの仕事を両立させた。学者としては、ローマの考古学に関する4つの洗練されたラテン語論文が代表的な著作である。優れた形式で印刷された彼の古典の再版は高く評価されたが、その評価は売り上げには必ずしもつながらなかった。 1556年、彼はフェデリゴ・バドアロによって設立されたヴェネツィアン・アカデミーから一時的に支援を受けた。しかし、バドアロは1559年に不名誉な形で失脚し、アカデミーは1562年には消滅した :205。
一方、パウルスは弟のアントニオをボローニャに立て、印刷所と書店を経営していた。アントニオは晩年の4年間パウルスにとっての悩みと出費の種であったが、1559年に死去した。また、パウルスが政府と奇妙な形で結んだヴェネツィアへの魚の供給契約からも経済的な問題が生じていた。

### ローマへ
1561年、教皇ピウス4世はパウルスをローマに招待し、年間500ドゥカートの俸給を提供するとともに、ローマでの印刷所の設立と維持を約束した。出版による利益は、パウルスとローマ法王庁財務省の間で分配されることになっていた。パウルスはこの招待を受け、後の人生の大部分をローマの街で、様々な運命を辿ることになる3人の教皇の下で過ごした。バチカンは、アルプスを越えてプロテスタントの出版物の影響力が強まっていることに対抗するため、印刷所を有効活用しようとしていた。彼がStamperia del Populi Romano（「ローマ人の印刷所」の意）で出版したローマ版は、神学や聖書・教理学のラテン語作品が中心であった。例としては、 レジナルド・ポールのDe ConcilioとReformatio Angliae（いずれも1562年）、トリエント公会議の公式出版物であるCanones et decreta（1564年）、「禁書目録 Index Librorum Prohibitorum」（1564年）、「カテキズム Catechismus」（1566年）、Breviarium Romanum（1568年）などである。健康状態が思わしくなかったこと、ヴェネツィアに商業的利益を残してきていたことに加え、教皇ピウス5世が事業に関心を示さなかったことにより、パウルスは1570年には9年間滞在したローマを離れ、ヴェネツィアに戻る準備をした。

### 晩年と死
1574年4月6日、パウルス・マヌティウスは61歳で死去し、ローマのドミニカ教会に埋葬された。